# Diodoros av Tarsus
Diodoros (grekiska: Διόδωϱος, latin Diodorus), död före 394, var en fornkyrklig teolog. 
Diodoros var presbyter i Antiokia och sedan från 378 biskop av Tarsos, var i dogmatiskt avseende grundläggaren av den så kallade antiokenska skolan. Han var en ivrig förfäktare av munkaskesen, liksom av ortodoxin i den arianska striden; han räddade den syriska östern åt Nicænum och var en auktor för det stora ekumeniska mötet 381. Fyrtio år efter sin död blev han under striden mot nestorianismen misstänkt som heretiker och hans skrifter slutligen fördömda (499, sedan mestadels förstörda). De viktigaste var kommentarer till nästan hela Bibeln, vilka grundade skolans filologisk-historiska skärpa och sans i det exegetisk-dogmatiska arbetet. I Diodoros skola utbildades också den grekiska kyrkans två stora fäder: Theodoros av Mopsuestia och Johannes Chrysostomos.